# ألفارو مولينا غونزاليس
ألفارو مولينا غونزاليس (بالإسبانية: Álvaro Molina González)‏ (25 فبراير 1994 في إسبانيا - ) هو لاعب كرة قدم إسباني في مركز الدفاع. لعب مع رايو فايكانو ب.

## وصلات خارجية
- ألفارو مولينا غونزاليس على موقع قاعدة بيانات كرة القدم.إي يو (الإنجليزية)
- ألفارو مولينا غونزاليس على موقع Soccerway.com (الإنجليزية)
- ألفارو مولينا غونزاليس على موقع AS.com (الإسبانية)